# Leonard Buczkowski
Leonard Buczkowski (n. 5 august 1900, Varșovia, Imperiul Rus – d. 19 februarie 1967, Varșovia, Polonia) a fost un actor, regizor de film și scenarist polonez. A regizat 23 de filme între 1928 și 1966. Filmul său din 1959, Submarinul Vulturul, a fost înscris la primul Festival Internațional de Film de la Moscova și a fost nominalizat la Marele Premiu.

## Biografie
Tatăl său a fost Władysław Buczkowski. Leonard și-a început cariera cinematografică înainte de Primul Război Mondial când și-a încercat aptitudinile de regizor „punând în scenă” piese bazate în mare parte pe lecturi școlare, folosind actori amatori în cofetăria tatălui său de pe strada Moniuszko din Varșovia. După ce a promovat examenele școlare finale în 1919, a fost recrutat pentru serviciul militar în armata poloneză. La cererea sa, a absolvit un curs de mecanică de zbor și a servit în Regimentul 2 de Aviație din Cracovia. Aici a urmat un curs de piloți și a cunoscut mediul piloților.
În 1921, s-a alăturat grupului de actori ai teatrului de avangardă de pe Strada Mokotowska. În anii 1920–1922 a studiat actoria la Studioul Dramatic al actriței Stanisława Wysocka⁠(d), apoi a fost angajat ca asistent de regie de către Wiktor Biegański⁠(d). A apărut ca actor în mai multe lungmetraje (Gloanțele care dor, Relațiile amoroase ale domnișoarei D.). A folosit pseudonimul Marian Leonard. A realizat și câteva scurtmetraje, datorită cărora s-a făcut remarcat ca regizor.

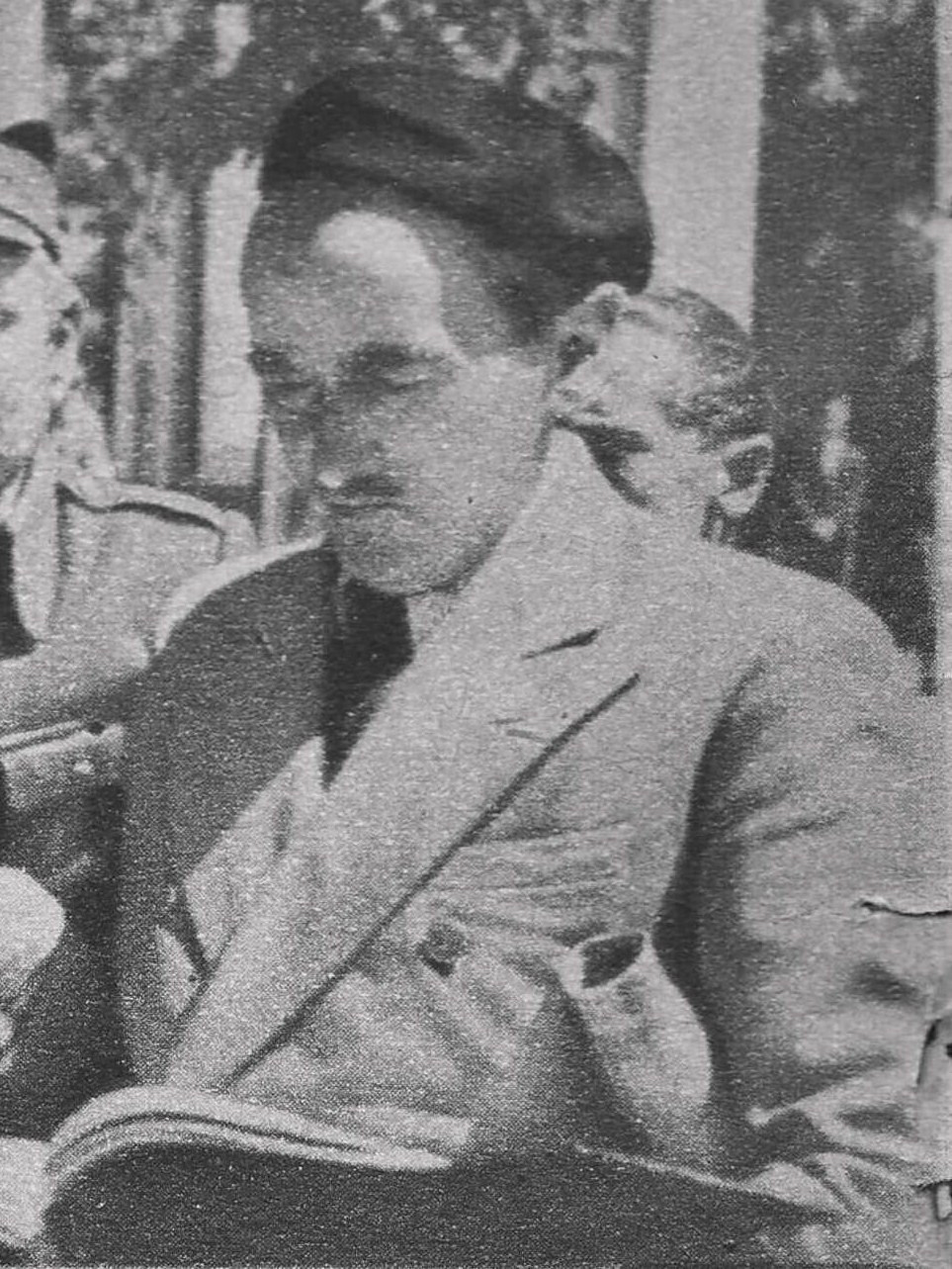
Leonard Buczkowski

A debutat regizoral în 1928 cu filmul mut de lungmetraj Szaleńcy. Înainte de război, a realizat cel mai scump film polonez de până atunci și primul film polonez de aviație intitulat Gwiaździsta eskadra (Escadrila înstelată). Filmul (care nu a supraviețuit) a fost realizat în 1930 și spunea povestea unui grup de piloți americani care au format așa-zisa Escadrila lui Kościuszko care a luptat în rândurile armatei poloneze în 1918–1920 în timpul războiului polono-bolșevic. Filmul prezintă o poveste romantică despre dragostea unui pilot american pentru o fată poloneză, inspirată din povestea adevărată a lui Merian C. Cooper, un cunoscut regizor american și aviator care s-a oferit voluntar pentru a lupta de partea Poloniei. La 12 noiembrie 1929, în timpul filmărilor, un aviator a murit, după o ciocnire între aeronava SPAD 61C1 și Potez XV. Filmul Gwiaździsta eskadra a fost distribuit pe scară largă în țară și a avut o premieră internațională. În prezent, însă, este complet uitat, deoarece toate copiile sale au fost luate sau distruse de ruși după 1945. Filmul său din 1936, Straszny dwór, este bazat pe opera poloneză Castelul vrăjit (Straszny dwór de Stanisław Moniuszko).
Leonard Buczkowski a realizat primul film de cinema polonez de lungmetraj de după al Doilea Război Mondial – Zakazane piosenki (1947).  Filmul este pe locul 5 în lista celor mai vizionate filme poloneze din Polonia înainte de 1989. A fost regizorul primei comedii poloneze postbelice, Comoara (Skarb, 1948). În 1954, a regizat primul film polonez color Przygoda na Mariensztacie (Aventură la Marienstadt). A mai filmat drama de război Orzeł (Submarinul Vulturul) (1959) și filmul Smarkula (1963). Scurtmetrajul său W chłopskie ręce (În mâinile țăranilor) a fost oprit de cenzura comunistă.

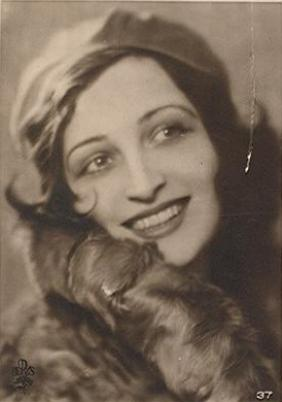
Barbara Orwid

Filmul său Sprawa pilota Maresza⁠(d) (bazat pe romanul lui Janusz Meissner⁠(d) intitulat Niebieskie drogi, Drumuri albastre) a fost ales în 1957 de cititorii săptămânalului Film drept cel mai bun film al anului 1956 și a fost premiat cu Złota Kaczka⁠(d) (Rața de Aur) pentru cel mai bun film.
A fost căsătorit cu actrița Barbara Orwid (numele ei real era Przemysława Kordasiewiczówna). Aceasta a apărut în filmul lui Leonard, Escadrila..., ca Lili.
Leonard Buczkowski este îngropat la Cimitirul Militar Powązki din Varșovia (secțiunea 2C-5-12).

## Filmografie

### Ca actor
- 1923 – Kule, które nie trafiają (Gloanțele care dor)
- 1923 – Awantury miłosne panny D. (Relațiile amoroas ale domnișoarei D.)

### Regizor
- 1928 – Szaleńcy (Nebuni)

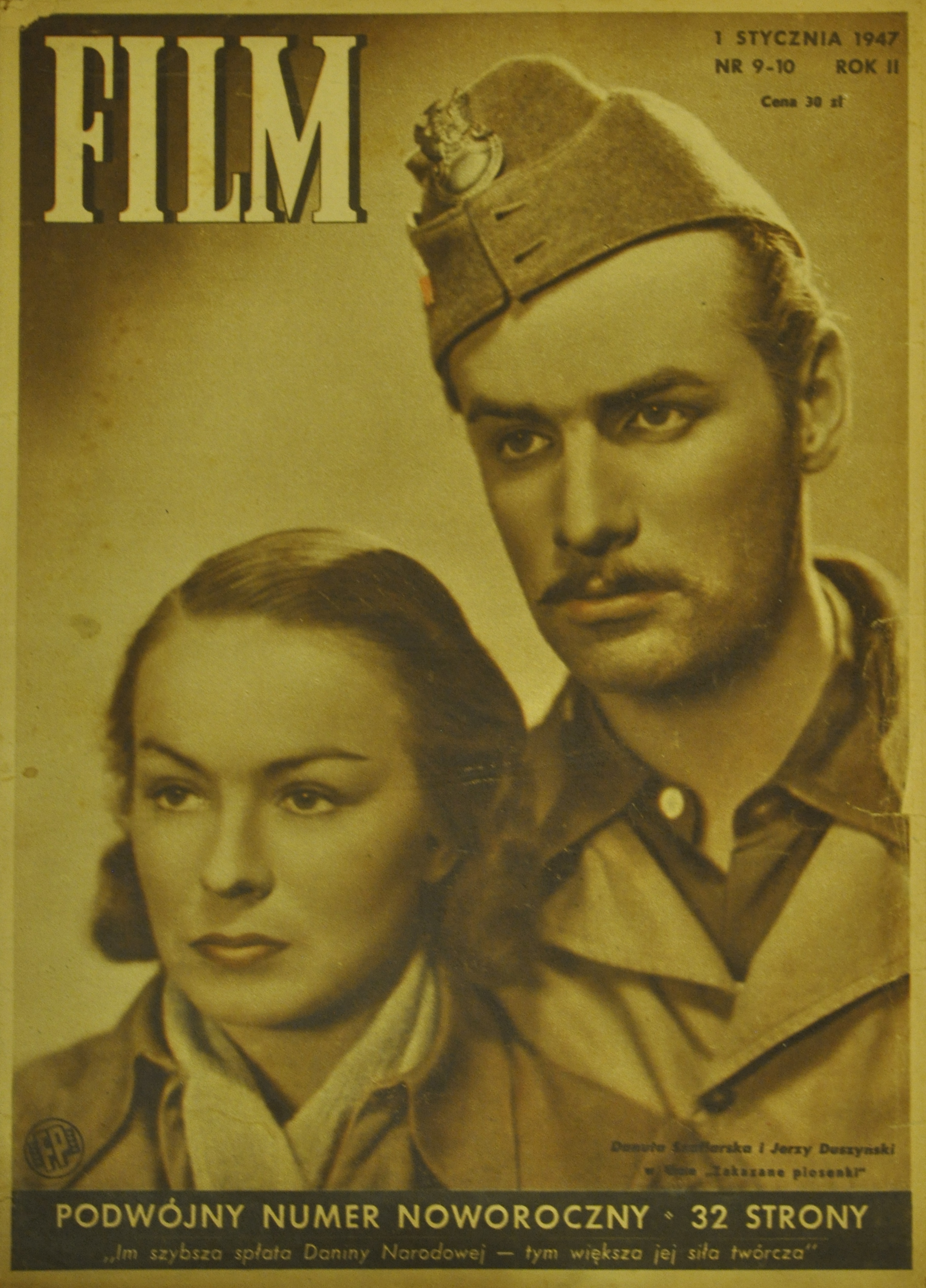
Afișul filmului Zakazane piosenki

- 1930 – Gwiaździsta eskadra (Escadrila înstelată)
- 1932 – Szyb L-23
- 1935 – Rapsodia Bałtyku⁠(d)
- 1936 – Wierna rzeka⁠(d)
- 1936 – Straszny dwór
- 1938 – Florian⁠(d)
- 1939 – Biały Murzyn
- 1939 – Testament profesora Wilczura[34]
- 1947 – Zakazane piosenki⁠(d) (Cântecele interzise)
- 1948 – Skarb (Comoara)[25]
- 1951 – Pierwszy start
- 1954 – Przygoda na Mariensztacie (Aventură la Marienstadt)
- 1956 – Sprawa pilota Maresza⁠(d) (Cazul pilotului Maresz)
- 1958 – Deszczowy lipiec
- 1959 – Orzeł (Submarinul Vulturul)
- 1961 – Czas przeszły
- 1963 – Smarkula
- 1964 – Przerwany lot
- 1966 – Marysia i Napoleon (Marysia și Napoleon)

### Scenarist
- 1939 – Biały Murzyn
- 1956 – Sprawa pilota Maresza⁠(d)
- 1957 – Szkice węglem⁠(d)
- 1958 – Deszczowy lipiec
- 1959 – Orzeł (Submarinul Vulturul)
- 1961 – Czas przeszły
- 1963 – Smarkula
- 1966 – Marysia i Napoleon (Marysia și Napoleon)